# Озон, Титус
Титус Озон (рум. Titus Ozon 13 мая 1927, Бухарест — 24 ноября 1996, Бухарест) — румынский футболист и футбольный тренер, игрок сборной Румынии.

## Карьера
Он родился в Бухаресте, в районе Обор. Начал заниматься футболом в 10-летнем возрасте в команде «Унирея Триколор» под руководством тренера Утефана Царьяна. 
В 1948 году он перешел в «Динамо», из которого в 1951 году был отдан в дисциплинарную аренду в «Динамо Брашов». После возвращения он два года подряд становился лучшим бомбардиром Высшей лиги, в 1952 году забив 17 мячей, а в 1953 году — 12. Среди других его достижений — трижды второе место и четыре финала Кубка Румынии, в которых он играл в 1954 году (за «Динамо»), 1958 году («Прогресул»), 1961 и 1962 годах («Рапид»).